# Кон (шахмат)
Вижте пояснителната страница за други значения на Кон.
Конят в шахмата е фигура, която стои между топа и офицера. Движи се като буквата „Г“, като за разлика от другите фигури може да прескача всички фигури между началното и крайно поле на хода. На диаграмата с кръстче са отбелязани всички възможни ходове (полета, на които конят може да се премести). Ако конят е стъпил на черно поле, крайната му точка винаги е бяло поле и обратното.
Всеки играч в началото на играта има по 2 коня. Белите са разположени на полета b1 и g1, а черните – съответно на b8 и g8.
В шахматната нотация се обозначават с буквата „К“.
В шатрандж, предшественика на шаха, еквивалентната фигура на коня е фарас (конница).